# 悲恋
悲恋（ひれん、1986年1月16日 - ）は、日本の元女子プロレスラー。本名：金子 友里恵（かねこ ゆりえ）。

## 所属
- センダイガールズプロレスリング（2006年 - 2011年）

## 経歴・戦歴
2006年
- 7月9日、宮城・仙台サンプラザホールにおいて、対吉田万里子戦でデビュー。裏足4の字固めでタップアウト負け。
- 9月29日、宮城・Zepp Sendaiにおいて、尾崎魔弓と対戦。ローリング・セントーンで敗れる。
- 11月11日、宮城・Zepp Sendaiにおいて、カルロス天野と対戦。腕ひしぎ逆十字固めでタップアウト負け。
- 12月3日、宮城・Zepp Sendaiにおいて、闘獣牙Leonと対戦。マッドスプラッシュで敗れる。

2007年
- 9月8日、リングネームを悲恋に改名する。

2008年
- 2月、一勝を挙げられない所を見かねた永島千佳世の誘いでOZアカデミー参戦を決意。
- 3月、その永島千佳世を裏切り、尾崎魔弓に寝返り。以後、尾崎によるハードコアの手解きを受けることになる。
- 7月、OZアカデミー（尾崎軍の一員として参戦）新宿FACE大会、松本浩代から自力での初勝利を挙げる。
- 10月26日、Zepp Sendai大会「5vs5勝ち抜きサバイバルマッチ」の大将に抜擢。エネミーチーム大将の帝嘩怒（TEAM MAKEHEN）を倒し、ホームでのシングル初勝利を挙げ、仙女軍の勝利に貢献した。

2010年
- 9月3日、宮城・Zepp Sendaiにおいて、水波綾の持つJWP認定ジュニア王座&POP王座に挑戦し、勝利。自身初のタイトルを獲得する。

2011年
- 11月3日のOZアカデミー（新宿FACE）参戦ラストリング
- 11月8日のZepp Sendai大会を最後に引退、引退後の活動は不明。

2016年
- 1月17日、センダイガールズプロレスリングにセコンドとして登場。この日は仙台幸子の引退試合であった。

## 得意技
- ネックブリーカー
- アンクルホールド

## タイトル歴
- 第19代&第9代JWP認定ジュニア&POP王座

## 入場テーマ曲
- Tokio Makin' Love（浜田麻里）
- Hot Ride(The Prodigy) 「ブラックダリア テーマ曲」

## DVD
- SENDAI GIRLS' PRO-WRESTLING 旗揚げ戦「吉田万里子対金子友里恵」（ジェネオン エンタテインメント）